# 武功歌
武功歌（源自拉丁语，即“事迹、行动的完成”），也叫英雄史诗，源自古法语的“英雄事迹之歌（song of heroic deeds）”，为出现在法国文学初期的史诗和叙事诗。作为一种韵文，通常使用十音节，或者后来用亚历山大诗行、类韵组合成的乐理派（同音异意曲目，大小不一），用来描述过去战士的功绩。最早的这种类型的诗歌可以追溯到11世纪末和12世纪初，比游唱诗人和法国北部的游吟诗人的抒情诗以及最早的骑士文学的出现时间要早。他们在1150年到1250年间达到了接受度的最高点。